# Comuna Radkovîțea, Horodok
Radkovîțea (în ucraineană Радковиця) este o comună în raionul Horodok, regiunea Hmelnîțkîi, Ucraina, formată din satele Borșcivka, Radkovîțea (reședința) și Turciînți.

## Demografie
Componența lingvistică a comunei Radkovîțea
     Ucraineană (99,38%)
     Alte limbi (0,62%)
Conform recensământului din 2001, majoritatea populației comunei Radkovîțea era vorbitoare de ucraineană (99,38%), existând în minoritate și vorbitori de alte limbi.